# Catastrophe du Farfadet
La catastrophe du Farfadet est une catastrophe maritime survenue dans la lagune de Bizerte en Tunisie, le 6 juillet 1905. Le naufrage du sous-marin français, après dix jours de vaines tentatives de sauvetage défrayant la chronique, coûta la vie à 14 membres de l'équipage. Seuls deux d'entre eux, dont le commandant Cyprien Ratier y survécurent. Le Farfadet sera ensuite réarmé en 1908 sous le nom de Follet et servira encore jusqu'à la fin de 1913.

## Déroulement
Le 6 juillet 1905, le Farfadet appareille et quitte la darse de Sidi-Abdallah pour une sortie d'exercice. À peine sorti de la passe, le commandant du sous-marin, le lieutenant de vaisseau Cyprien Ratier (1869-1930), ordonne une immersion. Pour ce faire, il convient de remplir les ballasts tout en maintenant le capot ouvert pour permettre à l'air de s'échapper. Cette manœuvre est délicate et rend le submersible très vulnérable. Ne parvenant pas seul à fermer l'écoutille, le commandant est rejoint par le second-maître Antoine Troadec et par le quartier-maître Le Jean. Ils sont tous trois expulsés du kiosque par un puissant jet d'air. À 8 h 30, le sous-marin français coule et gît sur le fond de la rade par dix mètres de profondeur.
Les secours s'organisent, les conditions sont bonnes et le port est proche. Le sous-marin est cependant lourdement enfoncé dans la vase. Une première tentative de treuillage échoue et le sous-marin repart s'enfoncer dans la vase avec à son bord les sous-mariniers qui répondent aux appels de leurs secouristes en frappant sur la coque d'acier. Le 7 juillet 1905, la gabare Kebir et un ponton-bigue de la compagnie du port parviennent à hisser le Farfadet jusqu'à la surface en le tirant par l'arrière qui émergera un temps avant que la grue ne cède précipitant à nouveau le sous-marin vers le fond. Ceci permit toutefois de renouveler l'air de certains compartiments. Le 8 juillet 1905, les travaux de sauvetage se poursuivent, les hommes d'équipage ne répondent plus aux appels. Le 9 juillet 1905, le ministre de la Marine, Gaston Thomson, débarque à l'arsenal de Bizerte. Il comprend que tout est mis en œuvre pour sauver l'équipage. Des navires sont réquisitionnés. On adapte un dock flottant de 400 tonnes pour lui permettre de soulever le sous-marin et de l'acheminer dans un bassin de radoub. Les travaux se poursuivent les 10, 11 et 12 juillet. Le navire allemand Berger Wilhem venu prêter main-forte parvient à l'aide de ses puissantes pompes à désenvaser le submersible. Le 12 au soir, le sous-marin est solidement arrimé sous le dock flottant par une chaîne et deux aussières. Le 15, le sous-marin et le dock flottant sont remorqués par le Cyclope dans un bassin de radoub. Le dock flottant dépose alors le vaisseau au fond du bassin avant d'évacuer les lieux pour permettre que l'eau en soit extraite. Les pompes d'épuisement tournant à pleine puissance, on découvre alors progressivement l'épave du sous-marin gisant sur son bâbord.
C'est aux hommes du Korrigan qu'incombe la lourde tâche d'extraire les corps de leurs camarades. Quatre corps sont découverts à l'avant, ils sont probablement morts dès le début du naufrage. Deux se trouvent au centre dont le second maître Julien Le Sausse qui a probablement manqué de peu de pouvoir en réchapper. Enfin, huit corps sont retrouvés à l'arrière. Les fuites d'acide sulfurique rendent les recherches des corps très pénibles, il règne dans le sous-marin une odeur pestilentielle. L'amiral ordonne alors de pratiquer une ouverture d'un mètre sur 1,20 m à l'arrière du bâtiment. Les corps sont emmenés dans une chapelle ardente et déposés dans des cercueils.

### Obsèques
Les obsèques officielles des treize marins ont lieu à Sidi-Abdallah, le 18 juillet 1905 puis le remorqueur Cyclope transporte les cercueils à Bizerte. Le Ville-de-Naples rapatrie les dépouilles en France, le 29 juillet 1905. Enfin, le Cyclope remorque l'épave en rade de Toulon en octobre 1905. Cyprien Ratier en restera le commandant jusqu'en juin 1907.
Le 7 septembre 1905, le second maître Antoine Troadec succombe à ses blessures à l'hôpital maritime de Lorient.

#### Liste des victimes
|  |

- Enseigne de vaisseau Victor Robin, commandant en second. Inhumé à Cherbourg (Manche).
- Premier maître mécanicien Louis Maheu. Inhumé à Meaux (Seine-et-Marne).
- Quartier-maître torpilleur Jean Arzel. Célibataire. Inhumé à Locmaria-Plouzané (Finistère).
- Second maître torpilleur Camille Babin. Inhumé à Saint-Michel-en-l'Herm (Vendée).
- Second maître torpilleur Ange Simon. Célibataire. Inhumé à Saint-Brieuc (Côtes-d'Armor).
- Second maître torpilleur Yves Hénaff. Inhumé à Brest, cimetière de Lambézellec (Finistère)
- Second maître mécanicien Jean-Marie Le Floch. Célibataire. Inhumé à Brest (Finistère)..
- Second maître mécanicien Henri Bougeard. Inhumé à Rennes, cimetière Saint-Denis (Ille-et-Vilaine).
- Second maître mécanicien Jules Cheval. Inhumé à Marennes (Charente-Maritime).
- Second maître mécanicien Gaston Moulène. Célibataire. Inhumé à Châteauroux (Indre).
- Second maître mécanicien Xavier Paume. Marié, 1 enfant. Inhumé à La Coucourde (Drôme).
- Second maître mécanicien Louis Reinflet. Célibataire. Inhumé à Bayonne (Pyrénées-Atlantiques).
- Second maître François Rolland. Célibataire. Inhumé à Tressignaux (Côtes-d'Armor).
- Second maître Julien Le Sausse. Célibataire. Inhumé à Crach (Morbihan).
- Second maître torpilleur Antoine Troadec, décédé à l'hôpital maritime militaire de Lorient des suites de ses blessures le 7 septembre 1905. Marié, 3 enfants. Inhumé à Lorient.

## Devenir duFarfadet

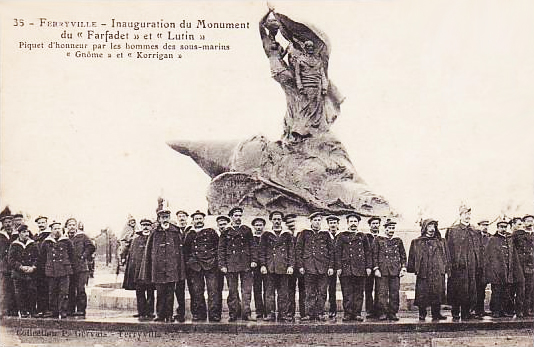
Inauguration du monument aux victimes du Farfadet et du Lutin par les équipages du Korrigan et du Gnôme (les deux seuls navires de la classe Farfadet n'ayant pas fait naufrage), à Ferryville, le 10 janvier 1909.

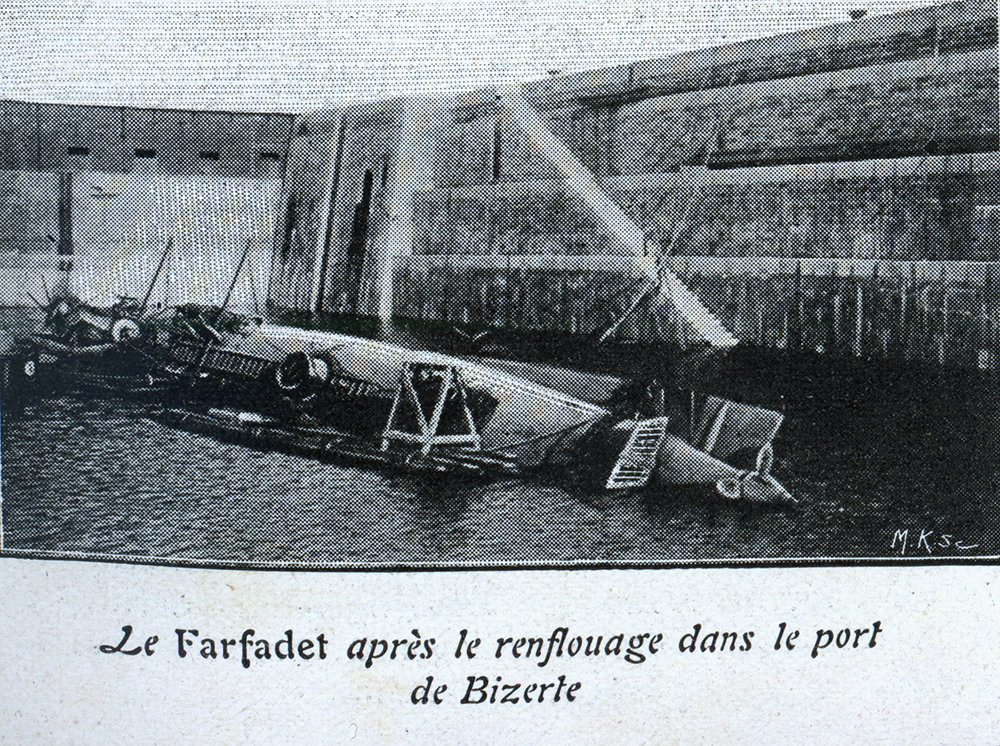
Renflouage du Farfadet dans le port de Bizerte - revue "Je sais tout" août 1905

Le Farfadet, à la suite de son naufrage survenu le 6 juillet 1905 est remorqué à Toulon en octobre 1905. Il sera par la suite réarmé et reprendra du service sous le nom de Follet le 17 décembre 1908 jusqu'au 22 novembre 1913. Il est ensuite vendu à Bizerte le 4 juin 1914.

## Reconnaissances
- Un monument aux morts, dédié également aux victimes du Lutin, sistership du Farfadet, est inauguré sur une place de Ferryville le 10 janvier 1909. Il est en bronze et est dû au sculpteur Émile Gaudissard. En 1961, il est déménagé puis est rapatrié à l'Arsenal de Toulon où il reste quelques années puis à celui de Lorient. Enfin, à la suite d'une demande expresse de la ville, il est adopté par la commune de Mourenx qui ne disposait pas jusqu'alors de monument aux morts. Il y est inauguré le 9 novembre 1969.
- Une cérémonie officielle s'est déroulée à Mourenx le 2 octobre 2005 pour marquer le centenaire du naufrage.
- Depuis, tous les premiers dimanches d'octobre, une cérémonie d'hommage se déroule face au monument à Mourenx.

## Presse d'époque

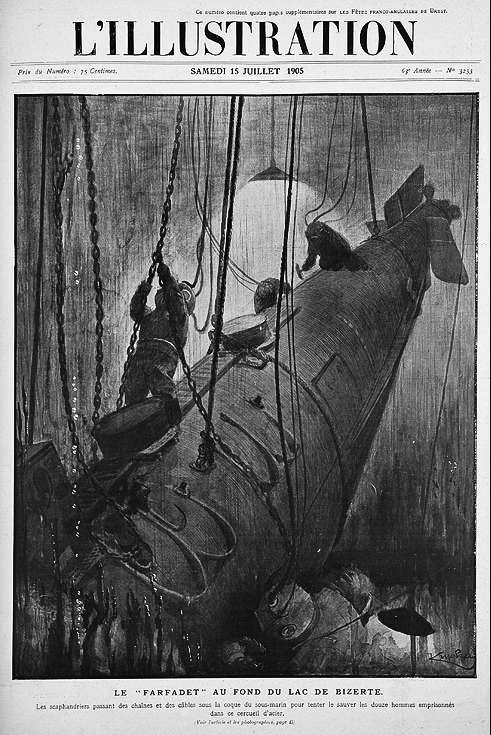
Le Farfadet au fond du lac de Bizerte - L'Illustration du 15 juillet 1905
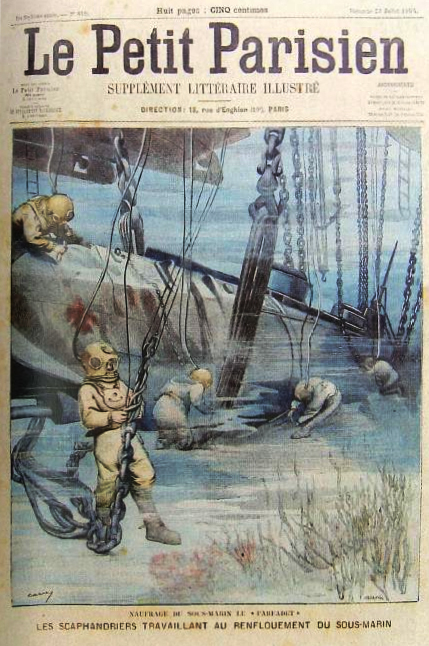
Des scaphandriers travaillant au renflouement du sous-marin - Le Petit Parisien de juillet 1905
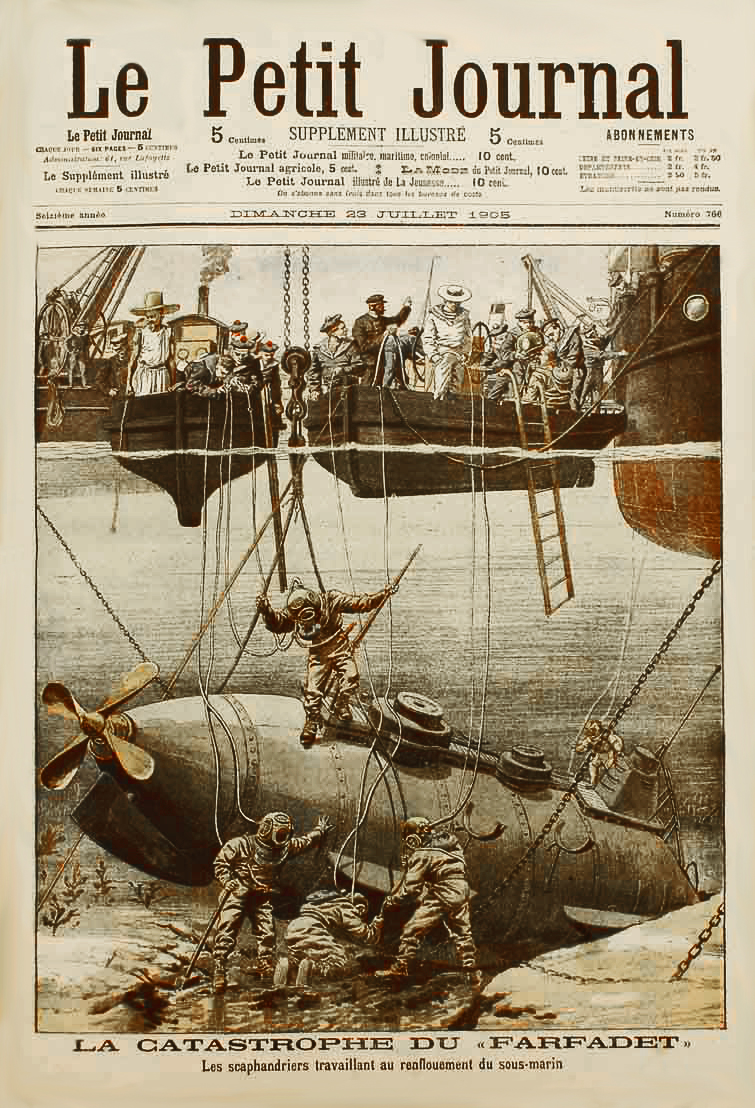
La catastrophe du Farfadet - Le Petit Journal du 23 juillet 1905
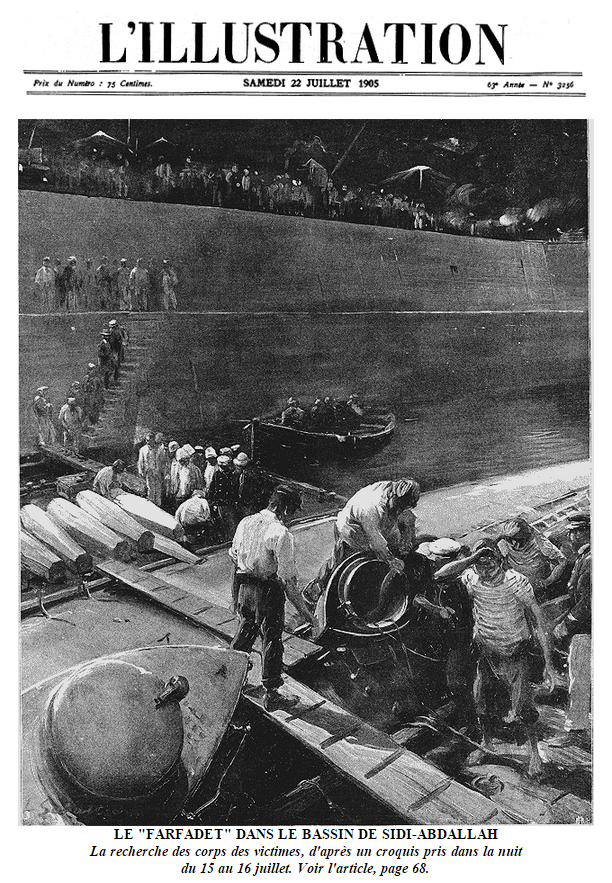
Le Farfadet dans le bassin de Sidi-Abdallah - L'Illustration du 22 juillet 1905
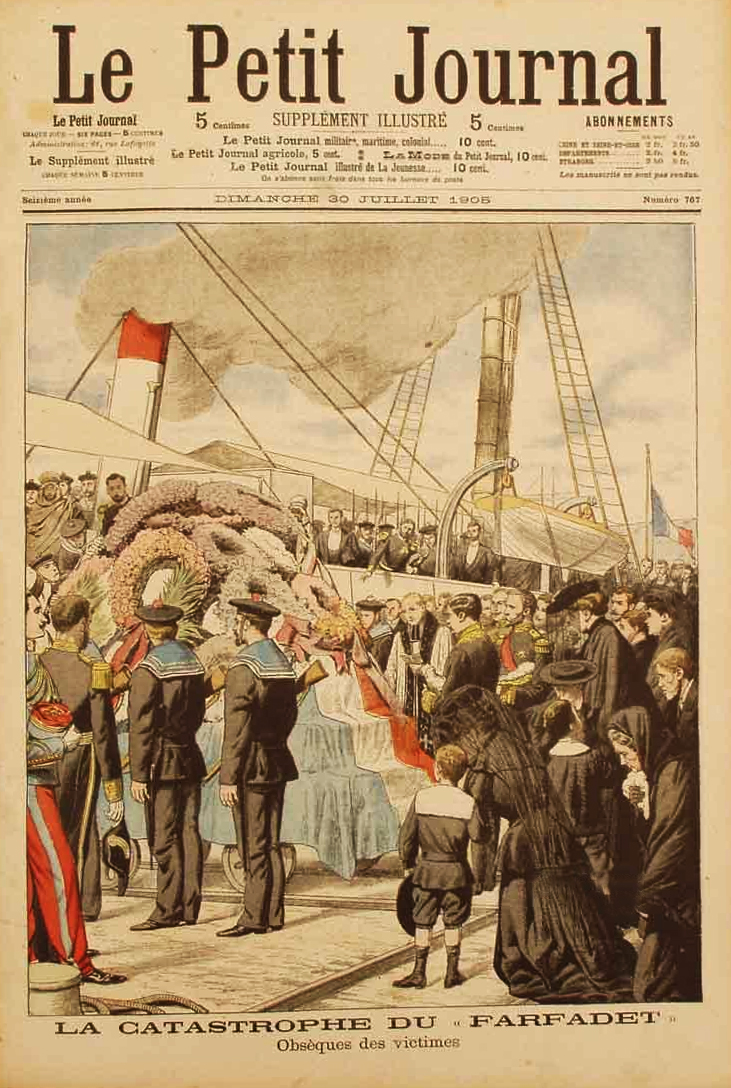
Les obsèques officielles - Le Petit Journal du 30 juillet 1905
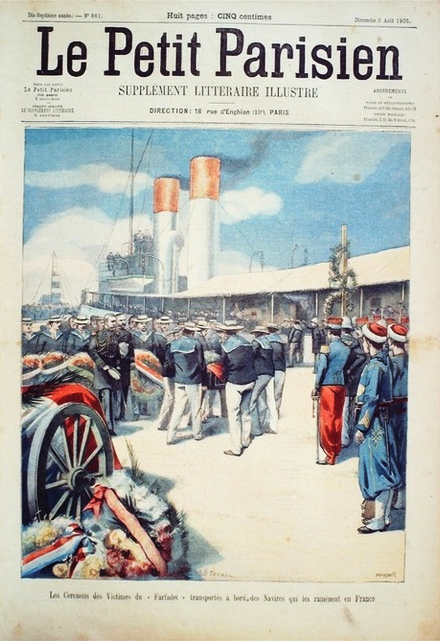
Les cercueils des victimes du Farfadet transportés à bord du navire qui les ramènent en France - Le Petit Parisien du 6 août 1905

## La classeFarfadet(1901-1913)

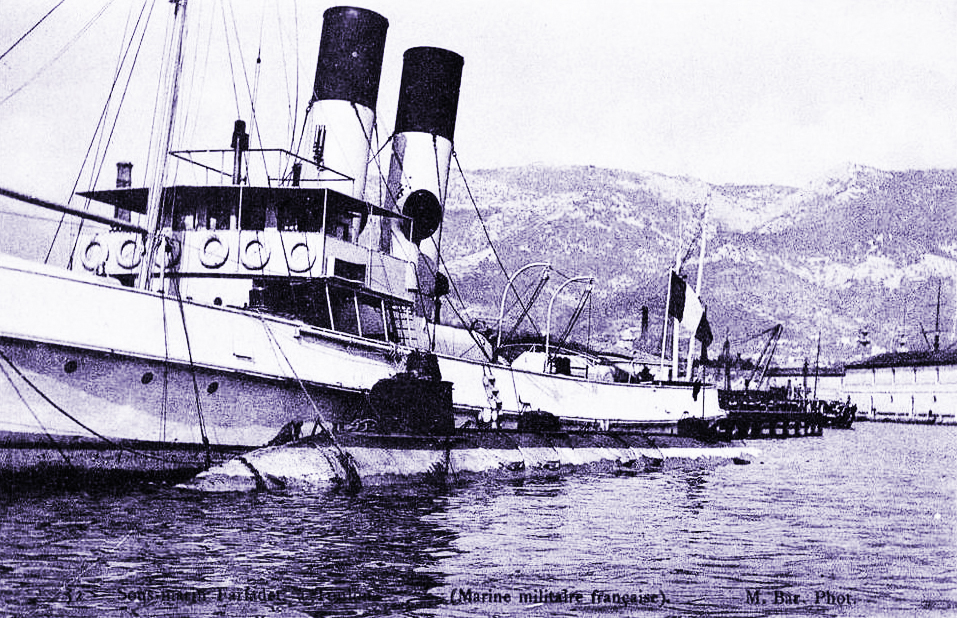
Le sous-marin Farfadet remorqué par le remorqueur Cyclope en octobre 1905

La classe Farfadet comptait 4 sous-marins.
- Farfadet puis Follet (Q 7) (1901 - 1913)
- Gnôme (Q9) (1902 - 1906)
- Korrigan (Q8) (1902 - 1906)
- Lutin (Q10) (1903 - 1907) sombre au même endroit que le Farfadet, le 16 octobre 1906 avec 16 personnes à son bord.